# Tour generación RBD en vivo (álbum)
Tour Generación RBD en vivo es el primer álbum en vivo del grupo mexicano RBD. Grabado en vivo en el Palacio de los Deportes en la Ciudad de México. El álbum fue lanzado en los Estados Unidos el 19 de julio de 2005.
El 26 de agosto de 2005 se lanza el DVD Tour Generación RBD en vivo.

## Antecedentes y lanzamiento
El 19 de julio de 2005 se lanza en Estados Unidos la edición estándar del álbum, grabado el 27 de mayo de 2005 durante su concierto otorgado en el Palacio de los Deportes, como parte de su gira nacional titulada "Tour Generación RBD", la cual recorrió 80 ciudades de México.
En marzo de 2006 se lanza la edición diamante del álbum, la cual incluye temas en portugués, juegos, documentales y fotografías de la agrupación.

## Recepción

### Crítica
Jason Birchmeier del sitio web Allmusic da una descripción del álbum y agrega que es lo que todo fan podría querer, agregando «En cuanto a la actuación, esta bien coreografiada, pero no especialmente bien cantada. Los niños, en particular, cantan mal. Pero las chicas hacen un buen trabajo, sobre todo en la balada "Sálvame". Ayuda que la gente cante a lo largo de muchas de las canciones, sobre todo los hits. La respuesta de esta frenética multitud se mezcla con fuerza, hasta el punto de que a veces abruma el canto de RBD, no necesariamente a peor. En cualquier caso, los fans no van a objetar el canto».

### Desempeño comercial
En América del Norte, el álbum cosecha un gran éxito. El álbum se posicionó en el primer puesto del Mexican Albums Chart. Fue certificado como disco de platino y oro por la Asociación Mexicana de Productores de Fonogramas y Videogramas (AMPROFON), por la venta de 150 000 copias. En Estados Unidos se posicionó en el puesto veintinueve del Billboard Heatseekers Albums, logrando mantenerse ocho semanas en dicha lista. En el Billboard Top Latin Albums se colocó en el puesto veintidós y permanece 33 semanas en el chart, mientras que en el Billboard Latin Pop Albums se posicionó en el sexto puesto, y logró 28 semanas en el chart. Gracias a ello, la Recording Industry Association of America (RIAA) le otorgó disco de platino por la venta de 100 000 copias.
En Europa, el álbum tuvo una aceptable recepción. En España el álbum debutó en el puesto veintitrés. En su segunda semana alcanzó el puesto trece del Spanish Albums Chart, el álbum se mantuvo por 18 semanas en las listas de dicho país. Productores de Música de España (PROMUSICAE) le otorgó disco de oro por sus 40 000 copias vendidas en el país.
En América del Sur, el álbum obtuvo una buena recepción. En Brasil el álbum alcanzó el puesto dieciséis del Brazilian Albums Chart de ABPD.

## Lista de canciones
- Edición estándar

| Tour Generación RBD en vivo | |                                            |          |  |
| N.º                         | Título | Escritor(es)                               | Duración |  |
| 1.                          | «Rebelde» | DJ Kafka, Max di Carlo                     | 3:59     |  |
| 2.                          | «Otro día que va» | DJ Kafka, Max di Carlo                     | 3:30     |  |
| 3.                          | «Medley 1» (Me he enamorado de un fan/No sé si es amor/Ámame hasta con los dientes/Rayo rebelde/Baile del sapo/Me vale)                                     |                                            | 13:24    |  |
| 4.                          | «Enséñame» | Javier Calderón                            | 3:33     |  |
| 5.                          | «Futuro Exnovio» | Anthony Anderson, Sean & Dame, Steve Smith | 3:00     |  |
| 6.                          | «A Rabiar» | Karen Sokoloff, Polen Thomas               | 3:13     |  |
| 7.                          | «Una Canción» | José Roberto Matera                        | 3:41     |  |
| 8.                          | «Medley 2» (Cuando baja la marea/Te quiero/Verano peligroso/Devuélveme a mi Chica/La chica del bikini azul/Viviendo de noche/De música ligera/Es mejor así) |                                            | 15:34    |  |
| 9.                          | «Fuego» | Double N, Papa Dee, RamPac                 | 3:03     |  |
| 10.                         | «Sálvame» | DJ Kafka, Max di Carlo, Pedro Damián       | 3:47     |  |
| 11.                         | «Tenerte y Quererte» | Amy Powers, Guy Roche                      | 3:23     |  |
| 12.                         | «Un poco de tu amor» | DJ Kafka, Max di Carlo                     | 4:42     |  |
| 13.                         | «Solo quédate en silencio» | Mauricio Arriaga                           | 3:43     |  |
| 14.                         | «Rebelde» (Versión cumbia) | DJ Kafka, Max Di Carlo                     | 3:54     |  |
| 72:32                       | |                                            |          |  |

| Tour Generación RBD en vivo |                                            |                                            |          |  |
| N.º                         | Título                                     | Escritor(es)                               | Duración |  |
| 1.                          | «Rebelde»                                  | DJ Kafka, Max di Carlo                     | 3:59     |  |
| 2.                          | «Otro día que va»                          | DJ Kafka, Max di Carlo                     | 3:30     |  |
| 3.                          | «Enséñame»                                 | Javier Calderón                            | 3:33     |  |
| 4.                          | «Futuro Exnovio»                           | Anthony Anderson, Sean & Dame, Steve Smith | 3:00     |  |
| 5.                          | «A Rabiar»                                 | Karen Sokoloff, Polen Thomas               | 3:13     |  |
| 6.                          | «Una Canción»                              | José Roberto Matera                        | 3:41     |  |
| 7.                          | «Fuego»                                    | Double N, Papa Dee, RamPac                 | 3:03     |  |
| 8.                          | «Sálvame»                                  | DJ Kafka, Max di Carlo, Pedro Damián       | 3:47     |  |
| 9.                          | «Tenerte y Quererte»                       | Amy Powers, Guy Roche                      | 3:23     |  |
| 10.                         | «Un poco de tu amor»                       | DJ Kafka, Max di Carlo                     | 4:42     |  |
| 11.                         | «Solo quédate en silencio»                 | Mauricio Arriaga                           | 3:43     |  |
| 12.                         | «Rebelde» (Versión cumbia)                 | DJ Kafka, Max Di Carlo                     | 3:54     |  |
| 13.                         | «Liso, sensual» (Versión estudio)          | Karen Sokoloff, Polen Thomas               | 3:12     |  |
| 14.                         | «Solo quédate en silencio» (Video musical) |                                            |          |  |
| 46:46                       |                                            |                                            |          |  |

- Edición Diamante

| Tour Generación en vivo - Edición Diamante |                                              |                                                       |          |  |
| N.º                                        | Título                                       | Escritor(es)                                          | Duración |  |
| 1.                                         | «Salva-me» (Versión en portugués)            | Pedro Damián, Max Di Carlo, DJ Kafka, Cláudio Rabello | 3:34     |  |
| 2.                                         | «Um pouco desse amor» (Versión en portugués) | Max Di Carlo, DJ Kafka, Cláudio Rabello               | 3:41     |  |
| 3.                                         | «Ensina-me» (Versión en portugués)           | Max Di Carlo, DJ Kafka, Cláudio Rabello               | 3:18     |  |
| 4.                                         | «Fotogalería»                                |                                                       |          |  |
| 5.                                         | «Wallpapers e Iconos»                        |                                                       |          |  |
| 6.                                         | «Documental»                                 |                                                       |          |  |
| 7.                                         | «Juegos»                                     |                                                       |          |  |

## Posicionamiento y certificaciones

### Semanales
| País           | Lista (2005)                 | Mejor Posición |
| -------------- | ---------------------------- | -------------- |
| México         | Mexican Albums Chart         | 1              |
| Estados Unidos | Billboard 200                | 106            |
| Estados Unidos | Billboard Heatseekers Albums | 29             |
| Estados Unidos | Billboard Top Latin Albums   | 22             |
| Estados Unidos | Billboard Latin Pop Albums   | 6              |
| España         | Spanish Albums Chart         | 13             |
| Brasil         | Brazilian Albums Chart       | 16             |

### Certificaciones
| País           | Organismo certificador | Certificación | Ventas certificadas | Ref.                        |
| -------------- | ---------------------- | ------------- | ------------------- | --------------------------- |
| Brasil         | ABPD                   | Oro           | 50 000              | [ 10 ]                      |
| Colombia       | ASINCOL                | 2x Platino    | 20 000              | [ 10 ]                      |
| España         | PROMUSICAE             | Oro           | 40 000              | [ 11 ]                      |
| Estados Unidos | RIAA                   | Platino       | 100 000             | [ 6 ] [ 12 ] [ 13 ]         |
| México         | AMPROFON               | Platino + oro | 250 000             | [ 14 ] [ 15 ] [ 16 ] [ 17 ] |

## Créditos y personal
Créditos por Tour Generación RBD en vivo:
| - Pedro Damián - Compositor, Productor ejecutivo - RBD - Artista primario - Consuelo Arango - Compositor - Mauricio Arriaga - Compositor - Javier Calderón - Compositor - J. Losada Calvo - Compositor - Ignacio Cano - Compositor - Warren Cassey - Compositor - Marella Cayre - Compositor - Cerati - Compositor - Turbay Daccarett - Compositor - Victor Deschamps - Fotografía - Max di Carlo - Compositor - DJ Kafka - Compositor - Double N - Compositor - J.R. Flores - Compositor - Alex González - Compositor - Honorio Herrero - Compositor | - Hula Hula - Fotografía - Jim Jacobs - Compositor - Güido Laris - Arreglos, dirección musical - Diego Maroto - Compositor - Jose Roberto Matera - Compositor - Memo Mendez-Guiu - Compositor - Richard O'Brian - Compositor - Papa Dee - Compositor - Powers - Compositor - David Summers Rodríguez - Compositor - Karen Sokoloff - Compositor - Polen Thomas - Compositor - Ricardo Trabulsi - Fotografía |

## Premios y nominaciones
El álbum Tour Generación RBD en vivo fue nominado en distintas ceremonias de premiación. A continuación, una lista con algunas de las candidaturas que obtuvo el álbum y los sencillos del disco:
| Año  | Premiación                   | Categoría                              | Resultado |
| ---- | ---------------------------- | -------------------------------------- | --------- |
| 2006 | Billboard Latin Music Awards | Álbum Pop Latino del Año - Dúo o Grupo | Nominados |

## Historial de lanzamiento
| País           | Fecha                    | Formato              | Discográfica |
| -------------- | ------------------------ | -------------------- | ------------ |
| México         | 19 de julio de 2005      | CD, Descarga digital | EMI          |
| Estados Unidos | 19 de julio de 2005      | CD, Descarga digital | EMI          |
| España         | 11 de septiembre de 2006 | CD, Descarga digital | EMI          |